# Alexeï Plechtcheïev
 (janvier 2020).
Si vous disposez d'ouvrages ou d'articles de référence ou si vous connaissez des sites web de qualité traitant du thème abordé ici, merci de compléter l'article en donnant les références utiles à sa vérifiabilité et en les liant à la section « Notes et références ».
Alexeï Nikolaïevitch Plechtcheïev (en russe : Алексей Николаевич Плещеев), né à Kostroma le 22 novembre 1825 (4 décembre dans le calendrier grégorien) et mort à Paris le 26 septembre 1893 (8 octobre dans le calendrier grégorien), est un poète russe du XIXe siècle. Faisant partie du cercle de Petrachevski, il est condamné à l'exil et revient à Moscou en 1858. Il part vivre à Paris à la fin de sa vie. Il a traduit les œuvres de Heine en russe. Il a écrit des contes et chansons d'enfants et des poèmes. Son corps a été rapatrié en Russie. Il est enterré au cimetière de Novodievitchi.

## Biographie
Il naît dans une famille de la petite noblesse et étudie de 1843 à 1845 à l'université de Saint-Pétersbourg. Il commence à écrire des poésies et des récits vers 1844 et commence à publier en 1847 dans Les Annales de la Patrie.
Il est arrêté avec d'autres membres du cercle de Petrachevski (dont Dostoïevski) en 1849 pour complot contre l'empereur, étant en faveur d'une monarchie constitutionnelle. Il est enfermé à la forteresse Pierre-et-Paul où il passe huit mois. Condamné à mort et aussitôt gracié par l'empereur, il est envoyé comme simple soldat dans un bataillon disciplinaire à Ouralsk, près d'Orenbourg. Il devient officier par la suite. Il a le droit de revenir à Moscou en 1858, où il publie en 1860 deux volumes de Récits et nouvelles et de 1858 à 1863 trois volumes de poésie et un drame théâtral Le Ménage heureux (1862) et Compagnons de la route (1864).
Il s'installe à Saint-Pétersbourg en 1872 où il devient rédacteur des Annales de la Patrie, jusqu'en 1884, année de sa fermeture par les autorités. Il y publie et traduit les œuvres de Heine, Petöfi, Victor Hugo, Hebbel, Herwegh, etc. Il est invité en séjour en 1889 chez Tchekhov à Louka, près de Soumy.
Il hérite d'une somme importante en 1890 et se trouve à Paris, lorsqu'il meurt de maladie. Il est enterré à Moscou.

## Œuvres
Son poème de 1846 En avant ! Sans peur et sans doute (Вперед ! без страха и сомнемья) est chanté sous l'air de La Marseillaise qui, considérée comme révolutionnaire, est interdite en Russie, jusqu'au règne d'Alexandre III.
Certaines de ses romances ont été mises en musique par Tchaïkovski et Rachmaninov et sont fameuses en Russie.